# Gorbaciof
Gorbaciof és una pel·lícula dramàtica Italià del 2010 dirigida per Stefano Incerti. Es va estrenar fora de competició a la 67a Mostra Internacional de Cinema de Venècia.

## Argument
Marino Pacileo és un home solitari que viu a la zona de Vasto de Nàpols, un suburbi multiètnic proper a l'estació de tren. És sobrenomenat "Gorbaciof" ja que, com el líder soviètic, té una taca de color vi al front. És caixer a la presó de Poggioreale, utilitzant la seva feina com a mitjà per finançar la seva addicció al joc. Juga al pòquer en un casino improvisat al darrere d'un restaurant xinès, i aquí coneix la Lila, filla del propietari del restaurant. A Gorbaciof li fascina la Lila, a qui comença a perseguir; i la Lila es veu atreta per aquest estrany home que la va rescatar de dos adolescents violents. Malgrat la barrera lingüística (la Lila no parla italià), es comencen a veure.
Gorbaciof dóna al pare de la noia una gran quantitat de diners perquè pagui els seus deutes, evitant així que la Lila es prostitueixi. Tanmateix, una mala mà al pòquer fa que Gorbaciof degui una gran suma de diners a un advocat corrupte i es veu obligat a demanar un préstec a un guàrdia de la presó. El guàrdia demana a Gorbaciof que li presti diversos serveis il·legals, a canvi dels diners. Aleshores, Gorbaciof planeja marxar de Nàpols amb la Lila, però primer ha de completar una tasca perillosa: vigilar durant un robatori arriscat.
El robatori va bé i en Gorbaciof aconsegueix escapar, juntament amb altres dos còmplices, però aviat els segueix el caixer que empunya una pistola. Mentre tothom al cotxe s'alegra, succeeix una tragèdia: una de les dues armes dels còmplices dispara accidentalment un tret, que fereix mortalment a Gorbaciof. Aquí se'ns mostren escenes paral·leles de Gorbaciof morint i Lila esperant-lo a l'aeroport. La pel·lícula acaba amb les últimes coses que Gorbaciof veu: els edificis de Nàpols que passen per davant seu, mentre el cotxe passa a gran velocitat pel trànsit.

## Repartiment
- Toni Servillo: Gorbaciof
- Yang Mi: Lila
- Salvatore Ruocco : Guàrdia
- Nello Mascia: Vanacore
- Geppy Gleijeses: Advocat

## Distribució
La pel·lícula es va estrenar al Festival de Cinema de Venècia el 3 de setembre de 2010 i al Festival Internacional de Cinema de Toronto el 14 de setembre i després es va estrenar als cinemes italians el 15 d'octubre del mateix any.

## Reconeixements
La pel·lícula es va presentar al Festival International de Cinema d'Amor de Mons 2011, on va rebre el Coup de cœur del jurat i el premi a la millor interpretació masculina per Toni Servillo. Va rebre una nominació al Nastri d'argento al millor actor secundari per Geppy Gleijeses.